# Honestly
Honestly è un singolo del rapper statunitense Lil Peep, pubblicato l'8 giugno 2017 dalla AWAL.
Il brano è stato pensato originariamente per fare da outro al mixtape Hellboy, tuttavia è stata eliminata dalla tracklist temporanea.

## Tracce
1. Honestly – 2:08 (testo: Gustav Åhr – musica: Horse Head)